# NGC 6793
NGC 6793 (другое обозначение — OCL 115) — рассеянное скопление в созвездии Лисичка.
Этот объект входит в число перечисленных в оригинальной редакции «Нового общего каталога».